# Kostel Nejsvětější Trojice (Drnholec)
Kostel Nejsvětější Trojice je římskokatolický chrám v městysi Drnholec, okres Břeclav. Pozdně barokní stavba dle návrhu architekta Františka Antonína Grimma byla vystavěna v letech 1750–1757. Nahradila starší gotický kostel, následně přebudovaný na faru. Chrám slouží jako farní kostel farnosti Drnholec a je chráněn jako kulturní památka České republiky.

## Historie
Původní farní kostel v Drnholci byl zasvěcen svatému Martinovi, poprvé je písemně zmiňován roku 1237. Románský jednolodní chrám s věží stál severně od nynějšího kostela. Vzhledem k tomu, že již kapacitně nevyhovoval, nahradil jej stávající chrám. Po jeho dokončení byl starý kostel adaptován na faru.
Projekt stávajícího kostela Nejsvětější Trojice ve stylu francouzského klasicizujícího baroka vytvořil architekt František Antonín Grimm. K položení základního kamene došlo 12. května 1750, dokončen byl roku 1757, kdy proběhlo i jeho vysvěcení. Náklady na jeho výstavbu nesl městys Drnholec spolu se sousedními obcemi Brod nad Dyjí a Novosedly, částečně přispěli také majitelé panství. Do věží nového kostela byly zavěšeny zvony z původního chrámu.
Kostelní varhany utrpěly během napoleonských válek. Později byl chrám těžce poničen během přechodu fronty roku 1945. Válečné škody napravila rekonstrukce v letech 1950–1951.

### Program záchrany architektonického dědictví
V rámci Programu záchrany architektonického dědictví bylo v letech 1995-2014 na opravu památky čerpáno 4 100 000 Kč.
| rok    | 2001  | 2002  | 2003 |
| ------ | ----- | ----- | ---- |
| částka | 2 200 | 1 000 | 900  |

## Popis
Kostel Nejsvětější Trojice je jednolodní orientovaná stavba půdorysu kříže, s obdélnou lodí po stranách mírně rozšířenou krátkými rameny. Východní stranu lodi uzavírá segmentové kněžiště, po stranách doplněné čtyřbokými stavbami sakristie a kaple, s oratořemi v patře. Západní část lodi uzavírá průčelí s hlavním vstupem, po stranách doplněné dvojvěžím se zvonicemi. Fasádu západního průčelí pokrývají pilastry nesoucí rizalit zakončený trojúhelníkovým štítem. Nad vstupním portálem je balkónové okno. Další okna jsou prolomena v bočních stěnách lodi a v kněžišti. Fasády chrámu rozčleňují nárožní lizény. V postřešní úrovni obíhá stavbu mohutná dělicí římsa.
Kněžiště je zaklenuto plackou a konchou, rozčleněnou pasy. Zaklenutí lodě je taktéž plackou mezi zdvojenými pasy. Sakristie a kaple nesou valenou klenbu. Severní oratoř má klenbu křížovou, jižní nese plochý strop. V západní části lodě stojí hudební kruchta, podklenutá plackou mezi pasy.
Hlavní oltář kostela je soudobý, se sochařskou výzdobou od Ondřeje Schweigla. Uprostřed něj je umístěn obraz svaté Trojice od Josefa Sterna, po stranách sochy svatého Cyrila a Metoděje. V lodi jsou umístěny dva protějškové retabulární oltáře s obrazy od Josefa Sterna. Původní je i přízední kazatelna, křtitelnice a varhanní skříň. Ve věžích visí velký zvon z roku 1829, a dále dva menší zvony z roku 1919.
Před západním průčelím kostela stojí barokní socha svatého Floriána z 20. let 18. století, původně se nacházející vedle radnice. Dále vedle kostela stojí barokní socha svatého Jana Nepomuckého z druhé čtvrtiny 18. století, původně umístěná na mostě přes Dyji.